# Phaegorista similis
Phaegorista similis är en fjärilsart som beskrevs av Walker 1869. Phaegorista similis ingår i släktet Phaegorista och familjen nattflyn. Inga underarter finns listade i Catalogue of Life.

## Bildgalleri

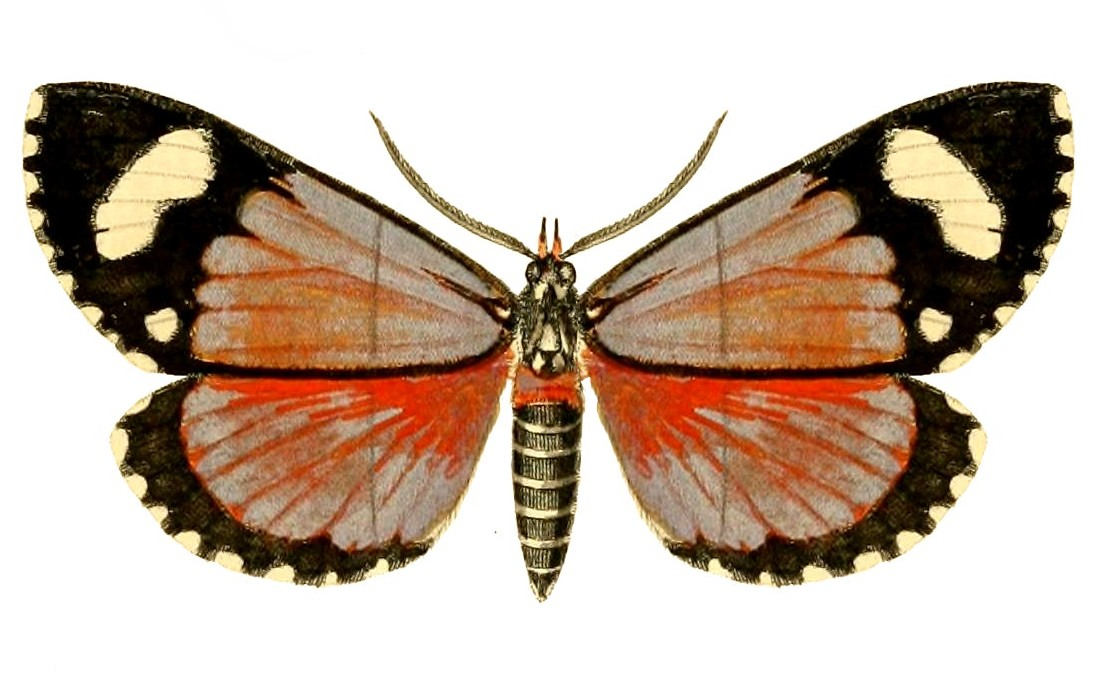